# Бандаберг
Бандаберг (англ. Bundaberg) — город в австралийском штате Квинсленд, расположенный на восточном побережье примерно в 380 км на север от Брисбена.
Город был основан в 1870 году. Население составляет примерно 47 000 жителей. Город получил развитие как центр торговли сахарным тростником и сегодня большей частью живёт за счёт производства сахара.
С 1888 года в городе действует винодельня, производящая бандабергский ром, являющийся одной из визитных карточек Австралии.
Туризм также имеет большое значение. Город называют «Воротами Большого Барьерного рифа», так как это идеальная отправная точка для путешествия к южной границе Большого Барьерного рифа.